# Centre-ville-Sud (Aix-les-Bains)
Centre-ville-Sud est un quartier principalement résidentiel défini par l'Insee situé au centre d'Aix-les-Bains, dans le département de la Savoie, en région Auvergne-Rhône-Alpes.

## Histoire
La rue de Chambéry et l'avenue de Marlioz, artères principales et centrales du quartier, correspondent au tracé de l'ancienne route royale de Genève à Chambéry,.
À la suite de la forte pression urbanistique du XXe siècle, ce secteur a été beaucoup transformé. Entre autres, des travaux d'aménagement de la voirie ont été réalisés.

## Socio-économie
Le quartier possède un revenu fiscal médian moyen. Selon la méthode développée par l'Insee des Ilots Regroupés pour l'Information Statistique (IRIS), le revenu disponible médian par UC est de 22 450 € en 2018. Le taux de chômage s'élevait à 10,56 % en 2011.

## Occupation des sols
- Espaces urbanisés (secteur résidentiel) : 30 ha[Note 1],[7] ;
- Espaces verts : 3 ha[Note 1],[7].

## Principaux lieux

### Culture
- Parc floral des Thermes
- Centre culturel et des congrès André Grosjean

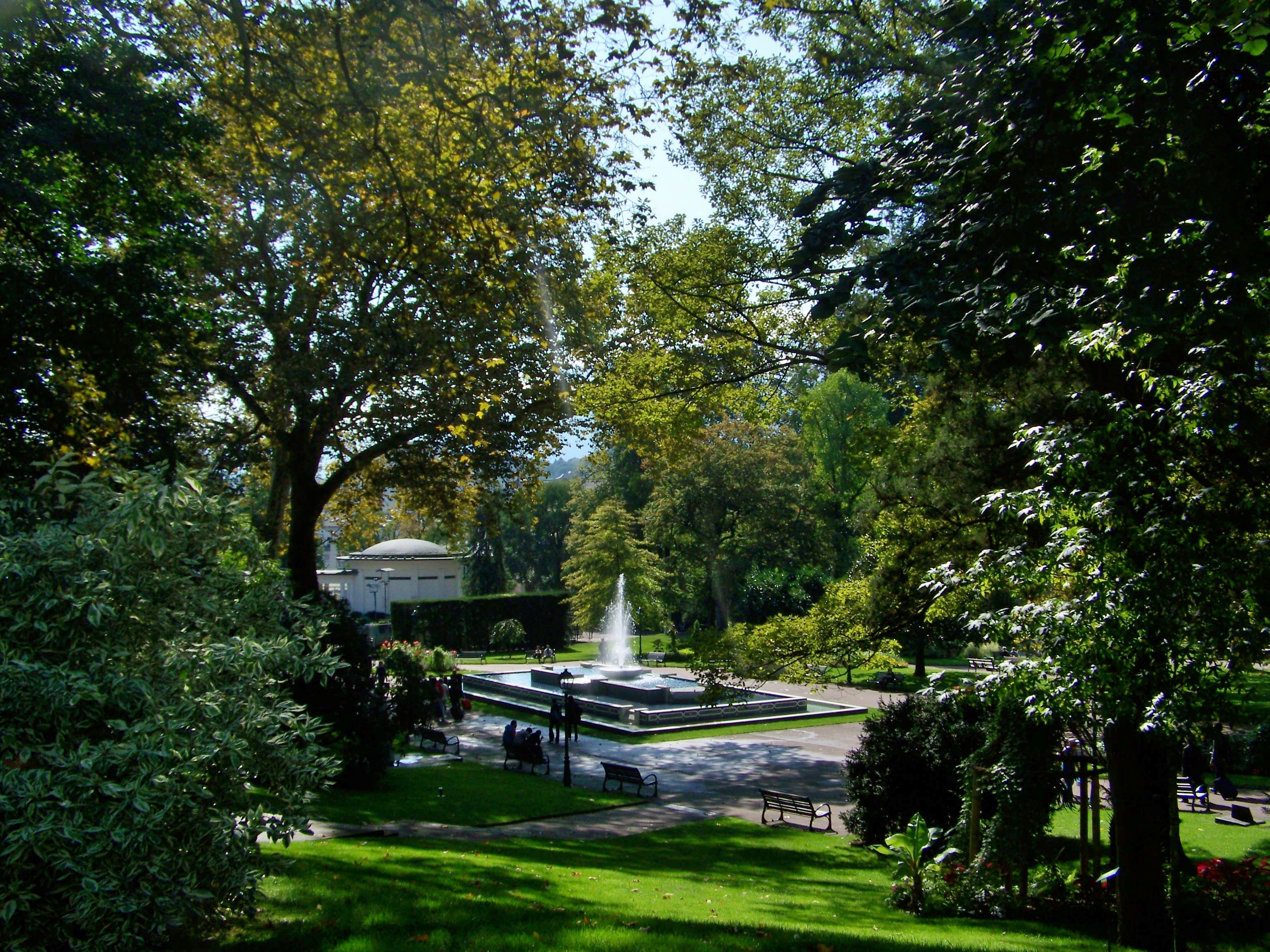
La fontaine du parc des Thermes.

- Église Protestante Unie de Savoie[8]

### Éducation
- Groupe scolaire privé Lamartine[9]

### Sécurité
- Gendarmerie
- Police municipale

### Autres
- Léon Grosse (siège)